# Fairfax (Vermont)
Fairfax ist eine Town im Franklin County des Bundesstaates Vermont in den Vereinigten Staaten mit 5.014 Einwohnern laut Volkszählung von 2020 (laut Volkszählung von 2020).

## Geografie

### Geografische Lage
Fairfax liegt in den westlichen Ausläufern der Green Mountains, etwa 20 Kilometer östlich des Lake Champlain und rund 30 Kilometer südlich der Grenze nach Kanada. Sie liegt im Süden des Franklin Countys, an der Grenze zum Chittenden County. Der Lamoille River fließt entlang der südlichen Grenze der Town in westlicher Richtung. Viele kleine Bäche durchfließen die Town. Im Norden befindet sich mit dem Saint Albans Reservoir der größte See der Town. Ein weiterer See ist der Silver Lake an der Westgrenze. Das Gebiet der Town ist hügelig, die höchste Erhebung ist der 404 m hohe Buck Mountain.

### Nachbargemeinden
Alle Entfernungen sind als Luftlinien zwischen den offiziellen Koordinaten der Orte aus der Volkszählung 2010 angegeben.
- Norden: Fairfield, 8,5 km
- Osten: Fletcher, 10,8 km
- Süden: Westford, 3,2 km
- Westen: Georgia, 14,6 km

### Klima
Die mittlere Durchschnittstemperatur in Fairfax liegt zwischen −9,44 °C (15 °Fahrenheit) im Januar und 20,6 °C (69 °Fahrenheit) im Juli. Damit ist der Ort gegenüber dem langjährigen Mittel der USA um etwa 9 Grad kühler. Die Schneefälle zwischen Mitte Oktober und Mitte Mai liegen mit mehr als zwei Metern etwa doppelt so hoch wie die mittlere Schneehöhe in den USA. Die tägliche Sonnenscheindauer liegt am unteren Rand des Wertespektrums der USA, zwischen September und Mitte Dezember sogar deutlich darunter.

## Geschichte
Der Ort wurde am 18. August 1763 im Zuge der britischen Kolonialisierung durch Benning Wentworth im Rahmen der New Hampshire Grants zur Besiedlung freigegeben und wahrscheinlich nach Baron Thomas Fairfax (1693–1781) benannt, einem Weggefährten George Washingtons. Der erste Siedler war Broadstreet Spafford mit seinen zwei Söhnen Nathan und Asa im Jahr 1783. Die konstituierende Versammlung der Town fand am 22. März 1787 statt.
Die Bewohner von Fairfax leben in erster Linie von Land- und Forstwirtschaft; nennenswerte Industriebetriebe sind nicht vorhanden. Tourismus ist ebenfalls nur gering vertreten und beschränkt sich in erster Linie auf die Vermietung von Blockhäusern in den umliegenden Waldgebieten.

### Religion
Im Ort gibt es drei konfessionelle Gemeinden: eine römisch-katholische und zwei methodistische Kirchen.

### Einwohnerentwicklung
| Jahr      | 1700  | 1710  | 1720  | 1730  | 1740  | 1750  | 1760  | 1770  | 1780  | 1790  |
| --------- | ----- | ----- | ----- | ----- | ----- | ----- | ----- | ----- | ----- | ----- |
| Einwohner |       |       |       |       |       |       |       |       |       | 254   |
| Jahr      | 1800  | 1810  | 1820  | 1830  | 1840  | 1850  | 1860  | 1870  | 1880  | 1890  |
| Einwohner | 786   | 1.301 | 1.359 | 1.729 | 1.919 | 2.111 | 1.987 | 1.956 | 1.820 | 1.523 |
| Jahr      | 1900  | 1910  | 1920  | 1930  | 1940  | 1950  | 1960  | 1970  | 1980  | 1990  |
| Einwohner | 1.338 | 1.318 | 1.244 | 1.249 | 1.229 | 1.129 | 1.244 | 1.366 | 1.805 | 2.486 |
| Jahr      | 2000  | 2010  | 2020  | 2030  | 2040  | 2050  | 2060  | 2070  | 2080  | 2090  |
| Einwohner | 3.765 | 4.285 | 5.014 |       |       |       |       |       |       |       |

## Wirtschaft und Infrastruktur

### Verkehr
Im Nordwesten streift die Interstate 89 die Town. Von Südosten aus Cambridge zunächst in westlicher Richtung, dem Verlauf des Lamoille Rivers folgend, dann ab dem Zentrum von Fairfax in nördliche Richtung nach St. Albans verläuft die Vermont Route 104. Südlich vom Zentrum zweigt die Vermont Route 128 nach Westford ab und in Richtung Westen zweigt die Vermont Route 104 A ab. Sie folgt weiter dem Verlauf des Lamoille Rivers. Es gibt keine Station der Amtrak in Fairfax. Die nächste befindet sich in St. Albans.

### Öffentliche Einrichtungen
Das Northwestern Medical Center in St. Albans ist das nächstgelegene Krankenhaus für die Bewohner der Town.

### Bildung
Fairfax gehört mit Fletcher und Georgia zur Franklin West Supervisory Union Die Bellows Free Academy bietet etwa 970 Schülerinnen und Schülern Klassen von Preschool bis zum zwölften Schuljahr.
Die Fairfax Community Library ist in Räumen der Bellows Free Academy untergebracht.

## Persönlichkeiten

### Söhne und Töchter der Stadt
- Israel Bush Richardson (1815–1862), Generalmajor der Unionsarmee im Sezessionskrieg
- George N. Dale (1834–1903), Anwalt, Politiker und Vizegouverneur von Vermont

### Persönlichkeiten, die vor Ort gewirkt haben
- Travis Mann-Gow (* 1988), Biathlet